# Anton Makarenko
Anton Siemionowicz Makarenko (ros. Антон Семёнович Макаренко, ur. 13 marca 1888 w Białopolu, zm. 1 kwietnia 1939 w Golicynie) – radziecki pedagog i pisarz, twórca systemu „wychowania komunistycznego” – teorii i metodologii wychowania w samorządowych kolektywach dziecięcych.

## Życiorys
W 1917 roku ukończył ze złotym medalem Instytut Nauczycielski w Połtawie. Uważał za ważne właściwe wychowanie młodzieży, mówiąc: „Nie ma złej młodzieży, są tylko źli wychowawcy”.
W latach 1920–1935 organizował w Połtawie i Charkowie placówki opiekuńczo-wychowawcze dla bezdomnej i wykolejonej młodzieży, zaś po roku 1935 zajął się głównie pracą pisarską i popularyzatorską. Jego celem było włączenie wychowanków w formę działalności grupowej, zorganizowanej zgodnie z założeniami ideologii komunistycznej. Od Maksyma Gorkiego Makarenko przejął przekonanie, że nawet najbardziej zaniedbany społecznie i moralnie człowiek może ulec przeobrażeniu (co nazwano hipotezą optymistyczną).
System Makarenki obowiązywał w latach pięćdziesiątych i sześćdziesiątych XX wieku w ZSRR i podporządkowanych mu krajach Europy Środkowej, w Rosji, obok innych systemów. Dorobek Makarenki jest znany w wielu krajach świata i wysoko oceniany, jednak zdarza się, że w literaturze specjalistycznej i popularnej pojawiają się objaśnienia jednostronne lub zupełnie błędne.
Makarenko w swoich pracach przedstawił wszechstronny system oddziaływań pedagogicznych na młodzież. Wychodził z założenia, że zadania wychowawcze wynikają z ogólnych zadań budownictwa komunizmu, a podstawowa forma wychowania, jaką stanowi kolektyw, z charakteru nowych socjalistycznych stosunków („krytyczna socjalizmu pozwala stwierdzić, że upolitycznił on wszystkie etapy edukacji”). Według niego styl kolektywu – połączenie wysokich wymagań z zaufaniem i szacunkiem dla ludzi – to tylko odbicie stylu życia społecznego, a jego rozwój dokonuje się przez wytwarzanie systemu więzi społecznych, opartego na dążeniu do wspólnego celu, na solidarności jego uczestników we wspólnej pracy i organizacji życia społecznego. Za ważny element kolektywu Makarenko uważał dobrą organizację, opartą nawet do pewnego stopnia na wzorach wojskowych.
Antoni Makarenko był patronem Szkoły Podstawowej nr 187 na warszawskich Bielanach (obecnie im. Adama Mickiewicza).

## Twórczość
- Poemat pedagogiczny[5] (Pedagogiczeskaja poema, Педагогическая поэма, 1933–1935)
- Książka dla rodziców (Kniga dla roditielej, Книга для родителей wyd. ros. 1937; A Book for Parents, wyd. ang. 2002[6])
- Chorągwie na wieżach wyd. pol. seria "Biblioteka Sztandaru Młodych", wyd. Nasza Księgarnia, Warszawa 1952 (Fłagi na baszniach, Флаги на башнях wyd. ros. 1938)
- Wykłady o wychowaniu dzieci[7] (Lekcji o wospitanii dietiei, Лекции о воспитании детей)
- Powieść Honor (Czest', Честь, wyd. ros. 1937-8)